# Ахтынский район
Ахты́нский район (лезг. Ахцагь район
) — административно-территориальная единица и муниципальное образование (муниципальный район) в составе Республики Дагестан Российской Федерации.
Административный центр — село Ахты.

## География
Ахтынский район расположен на юге Дагестана и граничит: с Рутульским, Курахским, Магарамкентским и Докузпаринским районами республики. На юго-западе район граничит с Азербайджаном на протяжении 62 км.
Площадь территории района составляет 1120 км². Самая высокая точка района — вершина горы Шалбуздаг (4142 м), самая низкая точка — место слияния рек Гуркам и Самур (945 м).
Горные хребты района: Главный Кавказский, Шалбуздагский, Самурский, Гельмец-Ахтынский. На территории района находятся горные вершины Шалбуздаг (4142), Малкамуд (3880), Ярусадаг (3584), Шавлиз-кук (3100), Ялак (3004), Ухиндаг (1870), Лек-Даг «гора леков». Основные реки — Самур, Ахтычай, Муглахчай, Фия, Маза, Кизилдере и др.
Крупнейшие ущелья — Самурская долина, Ущелье Ахтычая, Муглахское ущелье. Леса покрывают лишь 0,6 % территории района. Крупнейший лесной массив — Хрюгский лес. Также относительно крупными являются ялакский берёзовый лес — «Пӏирен верхер», Хновский, Курукальский леса.
Климат в районе умеренно континентальный. В Административном центре района (село Ахты) минимальная температура воздуха зафиксирована до −24 °C, максимальная до +40 °C.
Два населенных пункта — Новый Усур и Гогаз, находятся за пределами административной границы муниципального района.

## История
В средневековье земли нынешнего Ахтынского района были частью государства Лекия. Ахты считается ее возможной столицей в один из периодов. После распада Лекии на ее месте появляются различные лезгинские города-государства, одним из которых был Самурский Эмират. Из Самурского эмирата позже вышло Ахтыпаринское вольное общество, которое, после Кавказской войны, было захвачено Российской Империей. Здесь произошло одно из важнейших сражений Кавказской войны.
Постановлением 4-й сессии ДагЦИКа от 22.11.1928 года из Ахтыпаринского участка бывшего Самурского округа был образован Ахтынский кантон. Постановлением Президиума ВЦИК 3 июня 1929 года кантон был переименован в район. На момент образования в 1929 году Ахтынский район включал в себя 25 сельсоветов. По численности населения находился на шестом месте в республике (40 959 чел. — 5,56 %). В районе проживало 9661 отходников, что составляло 28,7 % от всех отходников ДАССР. По этому показателю Ахтынский район занимал первое место в республике. Таким образом, 23,6 % населения района являлись отходниками, по этому показателю район занимал второе место в республике. В 1929 году плотность населения в Ахтынском районе достигала 30.1 человек на км² (7-е место), а по среднему количеству членов семьи Ахтынский район занимал первое место в республике с показателем 6.5 жителей.
В 1934 году в состав района включено село Хнов. В том же году из состава Ахтынского района были выведены сельсоветы Гапцахский, Гоганский, Каладжухский, Кара-Кюринский, Курушский, Маканский, Микрахский, Мискинджинский, Фильский и Чах-Чахский, которые образовали Докузпаринский район. С 25 июня 1952 года по 24 апреля 1953 года административно подчинялся Дербентскому округу Дагестанской АССР.
Постановлением ПВС ДАССР от 14.09.1960 года в состав Ахтынского района была передана территория упразднённого Докузпаринского района, без земель, находящихся севернее реки Самур, отошедших к Магарамкентскому району.
1960-е годы стали периодом ускоренного развития промышленности, сельского хозяйства и инфраструктуры в Ахтынском районе. Так, были заложены знаменитые ахтынские сады, построены оросительные каналы, масло-сыр завод, проложены автомобильные дороги в высокогорные селения, возведён местный телеретранслятор, построен местный гражданский аэропорт, спортивный дворец, поликлиника, районная больница, во многих селениях основаны клубы, местная газета «Новый Мир» получила новое здание с типографией.
Указом ПВС Республики Дагестан от 24.06.1993 года из состава Ахтынского района был вновь выделен самостоятельный Докузпаринский район.

## Население
| 1926    | 1939    | 1959    | 1970    | 1979    | 1989    | 2002    | 2006    | 2009    |
| ------- | ------- | ------- | ------- | ------- | ------- | ------- | ------- | ------- |
| 40 959  | ↘14 785 | ↘14 766 | ↗30 530 | ↗31 609 | ↘29 160 | ↗31 592 | ↗31 622 | ↗31 788 |
| 2010    | 2011    | 2012    | 2013    | 2014    | 2015    | 2016    | 2017    | 2018    |
| ↗32 604 | ↘32 566 | ↘32 494 | ↘32 322 | ↘32 085 | ↘32 049 | ↘31 809 | ↘31 492 | ↘31 230 |
| 2019    | 2020    | 2021    | 2023    | 2024    | 2025    |         |         |         |
| ↘30 980 | ↘30 951 | ↗31 807 | ↘31 751 | ↗31 787 | ↘31 765 |         |         |         |

### Национальный состав
Ахтынский район является моноэтничным. За исключением села Хнов, все населённые пункты района исторически основаны и населены лезгинами. В селении Хнов проживают рутульцы, записанные лезгинами.
По данным Всероссийской переписи населения 2010 года:
| Народ      | Численность, чел. | Доля от всего населения, % |
| ---------- | ----------------- | -------------------------- |
| лезгины    | 32 101            | 98,45 %                    |
| русские    | 169               | 0,51 %                     |
| рутульцы   | 31                | 0,09 %                     |
| табасараны | 19                | 0,05 %                     |
| другие     | 52                | 0,15 %                     |
| всего      | 32 604            | 100,00 %                   |

По данным Всероссийской переписи населения 2021 года:
| Народ        | Численность, чел. | Доля от всего населения, % |
| ------------ | ----------------- | -------------------------- |
| лезгины      | 31 282            | 98,35 %                    |
| русские      | 247               | 0,78 %                     |
| рутульцы     | 23                | 0,07 %                     |
| другие       | 240               | 0,53 %                     |
| не указавшие | 37                | 0,12 %                     |
| всего        | 31 807            | 100,00 %                   |

В результате проведенной Советской властью необдуманной политики по переселению горского населения на равнинные территории, а также ввиду отсутствия элементарных социально-бытовых условий, многие жители горных сёл были вынуждены покидать родные края и переселяться на равнину или в города республики. Вследствие чего из 36 сёл района, 17 сёл на сегодняшний день являются покинутыми и ещё 5 сёл на гране исчезновения: Гдым, Гогаз, Миджах, Ухул и Хкем.

## Территориальное устройство
Ахтынский район в рамках административно-территориального устройства включает сельсоветы и сёла.
В рамках организации местного самоуправления в одноимённый муниципальный район входят 13 муниципальных образований со статусом сельского поселения, которые соответствуют сельсоветам и сёлам.
| №  | Сельское поселение    | Административный центр | Количество населённых пунктов | Население (чел.) | Площадь (км²) |
| -- | --------------------- | ---------------------- | ----------------------------- | ---------------- | ------------- |
| 1  | сельсовет Ахтынский   | село Ахты              | 4                             | ↘16 406          | 216,28        |
| 2  | село Гдым             | село Гдым              | 1                             | ↘261             | 8,27          |
| 3  | село Джаба            | село Джаба             | 1                             | ↘576             | 5,64          |
| 4  | село Зрых             | село Зрых              | 1                             | ↗1513            | 24,01         |
| 5  | село Кака             | село Кака              | 1                             | ↗1767            | 8,31          |
| 6  | село Калук            | село Калук             | 1                             | ↗1300            | 3,84          |
| 7  | сельсовет Луткунский  | село Луткун            | 2                             | ↗3486            | 46,72         |
| 8  | сельсовет Смугульский | село Смугул            | 2                             | ↗747             | 6,21          |
| 9  | село Ухул             | село Ухул              | 1                             | ↘167             | 4,05          |
| 10 | село Фий              | село Фий               | 1                             | ↘894             | 49,89         |
| 11 | село Хнов             | село Хнов              | 1                             | ↘1920            | 15,99         |
| 12 | сельсовет Хрюгский    | село Хрюг              | 2                             | ↘2494            | 20,85         |
| 13 | село Ялак             | село Ялак              | 1                             | ↘268             | 48,00         |

## Населённые пункты
В районе 19 сельских населённых пунктов:
| №  | Населённый пункт | Тип  | Население | Сельское поселение    |
| -- | ---------------- | ---- | --------- | --------------------- |
| 1  | Ахты             | село | ↗15 285   | сельсовет Ахтынский   |
| 2  | Гдым             | село | ↘273      | село Гдым             |
| 3  | Гдынк            | село | ↘118      | сельсовет Ахтынский   |
| 4  | Гогаз            | село | ↗542      | сельсовет Хрюгский    |
| 5  | Джаба            | село | ↘565      | село Джаба            |
| 6  | Зрых             | село | ↘1481     | село Зрых             |
| 7  | Кака             | село | ↗1757     | село Кака             |
| 8  | Калук            | село | ↗1314     | село Калук            |
| 9  | Курукал          | село | ↘754      | сельсовет Ахтынский   |
| 10 | Луткун           | село | ↘2539     | сельсовет Луткунский  |
| 11 | Миджах           | село | ↘150      | сельсовет Смугульский |
| 12 | Новый Усур       | село | ↗952      | сельсовет Луткунский  |
| 13 | Смугул           | село | ↗594      | сельсовет Смугульский |
| 14 | Ухул             | село | ↗166      | село Ухул             |
| 15 | Фий              | село | ↘904      | село Фий              |
| 16 | Хкем             | село | ↘232      | сельсовет Ахтынский   |
| 17 | Хнов             | село | ↘1924     | село Хнов             |
| 18 | Хрюг             | село | ↘1975     | сельсовет Хрюгский    |
| 19 | Ялак             | село | ↘248      | село Ялак             |

Кутаны
Сёла Гогаз и Новый Усур являются отдалёнными анклавами Ахтынского района на территории равнинного Магарамкентского района Дагестана.
Покинутые сёла
В 1950—1960-е года проводились мероприятия по переселению жителей труднодоступных горных аулов на равнинную местность, преимущественно в Магарамкентский район. На данный момент 17 сёл, жители которых были переселены — либо пустуют, либо вовсе превратились в развалины.
| Покинутое село | Место переселения                     | Год переселения |
| -------------- | ------------------------------------- | --------------- |
| Балуджа        | Курукал, Новый Куруш                  |                 |
| Гра            | Ахты                                  | 1964            |
| Джиг-Джиг      | Бут-Казмаляр                          | 1964            |
| Ихир           | Новый Куруш, Кохне Худат, Нереджан    |                 |
| Кахул          | Гильяр                                | 1965—1966       |
| Кудчах         | Курукал                               |                 |
| Лгапиркент     | Хачмас, Камарван                      | 1960-е          |
| Маза           | Бут-Казмаляр, Новый Усур, Новый Куруш |                 |
| Гогаз          | Гогаз                                 | конец 1970-х    |
| Старый Хкем    | Хкем                                  |                 |
| Усур           | Новый Усур                            | 1966            |
| Филидзах       | Советское                             | 1953            |
| Филиф-Гюне     | Советское                             | 1953            |
| Хал            | Ахты, Авадан, Мучуг                   | 1989            |
| Храх           | Храх-Уба                              |                 |
| Хуля           | Дагестанские Огни, Новый Куруш        |                 |
| Ялджух         | Советское                             | 1952            |

Жители некоторых заброшенных сёл Ахтынского района частично заселили село Бугдатепе Курахского района.

## Экономика и инфраструктура
Одной из основных отраслей экономики района является сельское хозяйство. Животноводство даёт около 55 % объёма сельхозпродукции района, растениеводство 45 %. Оросительная система района основана на трёх каналах, построенных в 1930—1940-х годах: Ахты-Какинский канал (протяжённость — 20 километров, орошаемая площадь — более 300 га), Ахты-Мискинджинский (протяжённость — 11 км, орошаемая площадь — 370 га) и Ахты-Гунейский (протяженность — 14,6 км, орошаемая площадь — 370 га). Общая площадь сельхозугодий района 85,7 Га, функционирует 9 крупных сельхозпредприятий, 259 крестьянских хозяйств, 75 малых сельхозкооперативов, 7377 личных подворий. Значимое место в экономике района занимает отгонное животноводство. В основном скот хозяйств района отгоняется на зимовку в Дербентскую, Бабаюртовскую и Тарумовскую зоны. Жители района занимаются животноводством, скотоводством, выращивают фрукты, овощи, капусту и другую сельскохозяйственную продукцию. Жители населённых пунктов занимаются народными промыслами. Функционируют небольшие предприятия: ОАО «Рассвет» (производство швейной продукции) и ОАО «ТНП» (производство строительного кирпича), имеются также пекарни, мельницы.
На территории района расположен бальнеологический курорт «Ахты», который находится на высоте 1100 м над уровнем моря, в живописной долине реки Ахтычай.
6 мая 2012 года состоялось открытие магистрального газопровода «Советское-Ахты». Ведутся работы по дальнейшей газификации Ахтынского района.
Общая протяженность автомобильных дорог 132,3 км, в том числе с асфальтобетонным покрытием 32 км. Общая площадь жилищного фонда составляет 749,3 тыс. м², в том числе государственная — 5 тыс., муниципальная — 0,5 тыс., частная — 743,8 тыс. м². Обеспеченность населения жильё в расчёте на одного человека составляет 23,6 м² общей площади жилого фонда.

## Образование
В районе действует 21 школа, 4 детских дошкольных учреждения, 3 детско-юношеские спортивные школы, художественная школа, 2 музыкальные школы, школа искусств, Дом детского творчества, станция юных натуралистов и СПТУ-29.

## Культура
В районе функционируют 23 культурно-досуговых учреждения: 1 районный дворец культуры, 14 сельских домов культуры, 6 сельских клубов и 1 шахматно-шашечный клуб.

## Известные уроженцы
Родившиеся в Ахтынском районе:

## Пограничный режим
Южная административная граница Ахтынского района представляет собой государственную границу Российской Федерации с Азербайджанской Республикой. Согласно Указу Президента Российской Федерации от 9 января 2011 года «Об утверждении перечня приграничных территорий, на которых иностранные граждане, лица без гражданства и иностранные юридические лица не могут обладать на праве собственности земельными участками», на территории Ахтынского района, включённого в пограничную зону, запрещено продавать земельные участки физическим лицам без российского гражданства, а также иностранным юридическим лицам. Никаких ограничений на передвижение по территории района нет, кроме непосредственно линии границы.

## Галерея
- Выезд из Ахтынского района в сторону Докузпаринского
- Дом в горах
- Горы

## Комментарии
Комментарии
1. ↑  Согласно конституции Дагестана, государственными языками на территории республики являются — русский, аварский, агульский, азербайджанский, даргинский, кумыкский, лакский, лезгинский, ногайский, рутульский, табасаранский, татский, цахурский и чеченский языки.